# Buspiron
Buspiron (Buspar), anksiolitik je i parcijalni agonist 5-HT1A serotoninskog receptora koji povećava serotonergičku aktivnost u mozgu, s blagim antagonističkim učinkom na D2, D3 i D4 dopaminske receptore. Pripada klasi azapirona. Primarno se koristi u liječenju anksioznih poremećaja, posebice generalizirane anksioznosti. Djelotvoran je i za liječenje seksualne disfunkcije inducirane SSRI-jevima. Uzima se oralno i potrebno je dva do šest tjedana kako bi postigao maksimalan učinak.
Česte nuspojave uključuju mučninu, nesanicu i probleme s pažnjom. Ozbiljne, ali rijetke nuspojave koje se mogu pojaviti su poremećaji kretanja, serotoninski sindrom i epileptični napadaji.
Buspiron je otkriven 1968., a odobren je u SAD-u od strane Američke agencije za hranu i lijekove (FDA) 1986. godine. Nije dostupan u Hrvatskoj.

## Indikacije
Buspiron je prvenstveno namijenjen za kratkoročno i dugoročno liječenje anksioznih poremećaja i simptoma anksioznosti, odnosno tjeskobe. Za ove indikacije maksimalna dopuštena doza iznosi 60 mg. Smatra se da postoji manji potencijal od stvaranja psihičke ovisnosti u usporedbi s benzodiazepinima (npr. alprazolam, klonazepam). Upotreba buspirona smatra se jednom od najpouzdanijih alternativnih metoda liječenja anksioznosti u odnosu na češće propisivane SSRI-ove.
Za razliku od benzodiazepina, buspiron ne djeluje akutno jer je smanjenje simptoma vidljivo tek za dva do šest tjedana. Dodatno, prednost buspirona nad benzodiazepinima može se pripisati i činjenici da buspiron uglavnom ne izaziva sedaciju.
Nije utvrđeno da je buspiron učinkovit u liječenju anksioznih poremećaja osim generalizirane anksioznosti, iako postoje dokazi da može biti djelotvoran kao adjuvant serotonergičkim antidepresivima u tretmanu socijalne fobije, no potreban je dodatan oprez i praćenje jer kombinacija ovih lijekova može izazvati rijetki, ali po život opasni serotoninski sindrom. 
Buspiron se može koristiti i za smanjenje simptoma ustezanja od benzodiazepina.

## Istraživanja

### Kognitivno poboljšanje i antidepresivna svojstva
Postoje dokazi da je kombinacija buspirona i melatonina (s produljenim oslobađanjem) učinkovita u liječenju kognitivnih deficita u akutno depresivnih bolesnika. Sugerirana su i globalna poboljšanja depresivnih simptoma, a pretpostavlja se da za ovaj klinički učinak nije zaslužno tek poboljšanje sna, već proneurogenezna svojstva kombinacije melatonina i buspirona.
Iako nije učinkovit kod teških oblika depresivnih poremećaja, kao monoterapija može ublažiti simptome blage depresije, posebno ako je prisutna anksiozna komponenta.

## Vanjske poveznice
- How Buspirone Mixed with Melatonin to Make an Antidepressant